# منطق توافقي

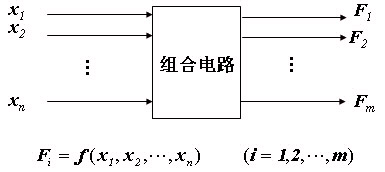
الدائرة المنطقية التوافقية

المنطق التوافقي هو نوع من أنواع المنطق الرقمي تعتمد فيه المخرجات على المدخلات الحالية فقط. يقابله المنطق التسلسلي والذي تعتمد مخرجاته على المدخلات السابقة بالإضافة إلى المدخلات الحالية.
يستخدم المنطق التوافقي في دارات الحاسوب لتنفيذ عمليات جبر بولي على المدخلات وعلى البيانات المخزنة. تحتوي دوائر الكمبيوتر عادةً على مزيج من المنطق التوافقي والمتسلسل. على سبيل المثال، يتم إنشاء جزء وحدة المنطق الحسابي، أو ALU، الذي يقوم بإجراء العمليات الحسابية الرياضية باستخدام المنطق التجميعي. الدوائر الأخرى المستخدمة في أجهزة الكمبيوتر، مثل half adders، full adders، half subtractors، full subtractor، multiplexers، ,وحدات التشفير ووحدات فك التشفير يتم تصنيعها أيضًا باستخدام المنطق التجميعي.

## التمثيل
يُستخدم المنطق التوافقي لبناء الدوائر التي تَنتِج مخرجات محددة من مدخلات معينة. يتم بناء المنطق التوافقي بشكل عام باستخدام إحدى طريقتين: «مجموع المنتجات»، أو «ناتج المجاميع». خذ بعين الاعتبار جدول الحقيقة التالي:
| A | B | C | Result | Logical equivalent                               |
| - | - | - | ------ | ------------------------------------------------ |
| F | F | F | F      | {\displaystyle \neg A\wedge \neg B\wedge \neg C} |
| F | F | T | F      | {\displaystyle \neg A\wedge \neg B\wedge C}      |
| F | T | F | F      | {\displaystyle \neg A\wedge B\wedge \neg C}      |
| F | T | T | F      | {\displaystyle \neg A\wedge B\wedge C}           |
| T | F | F | T      | {\displaystyle A\wedge \neg B\wedge \neg C}      |
| T | F | T | F      | {\displaystyle A\wedge \neg B\wedge C}           |
| T | T | F | F      | {\displaystyle A\wedge B\wedge \neg C}           |
| T | T | T | T      | {\displaystyle A\wedge B\wedge C}                |

## وصلات خارجية
المنطق التوافقي – الرسوم المتحركة التفاعلية – eduMedia